# Curling-Europameisterschaft 1980
Die Curling-Europameisterschaft 1980 der Männer und Frauen fand vom 30. November bis 6. Dezember in Kopenhagen in Dänemark statt.

## Turnier der Männer

### Teilnehmer
| Dänemark                                                                                  | BR Deutschland                                                                               | England                                                                                    |
| ----------------------------------------------------------------------------------------- | -------------------------------------------------------------------------------------------- | ------------------------------------------------------------------------------------------ |
| Skip: Per Berg Third: Gert Larsen Second: Jan Hansen Lead: Michael Harry                  | Skip: Manfred Schulze Third: Balint von Bery Second: Manfred Rösgen Lead: Ralph Hubner       | Skip: Alan Forrest Third: Malcolm Maxwell Second: Stephen Shell Lead: Geoff Logan          |
| Frankreich                                                                                | Italien                                                                                      | Luxemburg                                                                                  |
| Skip: Claude Feige Third: Marc Sibuet Second: Gilles Marin-Pache Lead: Claude Marin-Pache | Skip: Dino Zardini Third: Dino Menardi Second: Valerio Constantini Lead: Cesar Maioni        | Skip: Nico Schweich Third: William Bannerman Second: Guy Schweich Lead: Gisbert Franz      |
| Niederlande                                                                               | Norwegen                                                                                     | Schweden                                                                                   |
| Skip: Otto Veening Third: Robert van der Cammen Second: Jeroen Tilman Lead: Wim Neeleman  | Skip: Kristian Sørum Third: Eigil Ramsfjell Second: Gunnar Meland Lead: Dagfinn Loen         | Skip: Anders Eriksson Third: Lars (II) Eriksson Second: Ulf Sundström Lead: Håkan Svernell |
| Schweiz                                                                                   | Schottland                                                                                   | Wales                                                                                      |
| Skip: Markus Etienne Third: Rolf Bättig Second: Thomas Greter Lead: Mark Zeugin           | Skip: Barton Henderson Third: Greig Henderson Second: Bill Henderson Lead: Alistair Sinclair | Skip: Keith Preston Third: Gordon Vickers Second: Peter Williams Lead: John Hunt           |

### Round Robin
| Draw | Begegnung                | Resultat | Begegnung                    | Resultat | Begegnung                  | Resultat |
| ---- | ------------------------ | -------- | ---------------------------- | -------- | -------------------------- | -------- |
| 1    | Norwegen – Schweden      | 8-6      | Schweiz – Luxemburg          | 7-6      | Italien – England          | 12-10    |
| 1    | Frankreich – Schottland  | 9-5      | BR Deutschland – Niederlande | 10-6     | Dänemark – Wales           | 7-4      |
| 2    | Schweden – Luxemburg     | 13-3     | Dänemark – Niederlande       | 14-4     | Wales – Schottland         | 9-8      |
| 2    | Frankreich – England     | 6-3      | Schweiz – BR Deutschland     | 9-5      | Norwegen – Italien         | 99-0     |
| 3    | Schweden – Niederlande   | 8-5      | Norwegen – Luxemburg         | 14-3     | Frankreich – Dänemark      | 5-4      |
| 3    | Italien – Wales          | 9-6      | BR Deutschland – England     | 11-3     | Schottland – Schweiz       | 6-4      |
| 4    | BR Deutschland – Wales   | 11-3     | Schottland – England         | 8-5      | Italien – Luxemburg        | 14-7     |
| 4    | Niederlande – Wales      | 10-7     | Norwegen – Frankreich        | 10-5     | Schweiz – Dänemark         | 7-5      |
| 5    | Schweden – Schweiz       | 6-3      | Frankreich – Wales           | 12-4     | Norwegen – BR Deutschland  | 8-5      |
| 5    | Schottland – Luxemburg   | 12-4     | Dänemark – England           | 11-6     | Italien – Niederlande      | 8-6      |
| 6    | Schweden – Wales         | 16-6     | Schweiz – Niederlande        | 8-5      | Luxemburg – England        | 14-5     |
| 6    | Dänemark – Italien       | 13-3     | Frankreich – BR Deutschland  | 8-7      | Norwegen – Schottland      | 7-6      |
| 7    | Schweden – Frankreich    | 6-4      | Dänemark – BR Deutschland    | 5-2      | Schweiz – England          | 12-4     |
| 7    | Luxemburg – Wales        | 10-6     | Norwegen – Niederlande       | 13-2     | Schottland – Italien       | 10-4     |
| 8    | Schweden – Dänemark      | 7-3      | Norwegen – England           | 11-3     | Schweiz – Wales            | 10-3     |
| 8    | Schottland – Niederlande | 11-5     | Italien – BR Deutschland     | 9-8      | Frankreich – Luxemburg     | 9-6      |
| 9    | Schweden – Italien       | 11-5     | Schottland – BR Deutschland  | 6-3      | Frankreich – Schweiz       | 9-6      |
| 9    | Holland – England        | 9-3      | Dänemark – Luxemburg         | 9-4      | Norwegen – Wales           | 12-5     |
| 10   | Schweden – England       | 12-3     | BR Deutschland – Wales       | 10-4     | Norwegen – Schweiz         | 8-2      |
| 10   | Niederlande – Luxemburg  | 9-7      | Schottland – Dänemark        | 5-3      | Italien – Frankreich       | 9-4      |
| 11   | Schottland – Schweden    | 9-8      | Frankreich – Niederlande     | 8-5      | Norwegen – Dänemark        | 8-5      |
| 11   | Schweiz – Italien        | 8-2      | Wales – England              | 12-3     | BR Deutschland – Luxemburg | 10-3     |

| Schlüssel | Schlüssel   |
| --------- | ----------- |
|           | Finale      |
|           | Halbfinale  |
|           | Tie-Breaker |

| Platz | Team           | Spiele | Siege | Ndlg. |
| ----- | -------------- | ------ | ----- | ----- |
| 1.    | Norwegen       | 11     | 11    | 0     |
| 2.    | Schweden       | 11     | 9     | 2     |
| 3.    | Schottland     | 11     | 8     | 3     |
| 4.    | Frankreich     | 11     | 8     | 3     |
| 5.    | Schweiz        | 11     | 7     | 4     |
| 6.    | Dänemark       | 11     | 6     | 5     |
| 7.    | Italien        | 11     | 6     | 5     |
| 8.    | BR Deutschland | 11     | 4     | 7     |
| 9.    | Niederlande    | 11     | 3     | 8     |
| 10.   | Luxemburg      | 11     | 2     | 9     |
| 11.   | Wales          | 11     | 2     | 9     |
| 12.   | England        | 11     | 0     | 11    |

### Tie Break
| Draw | Begegnung               | Resultat |
| ---- | ----------------------- | -------- |
| 1    | Schottland – Frankreich | 7-3      |

### Play-off
|  | Halbfinale | Halbfinale | Halbfinale |  |  | Finale | Finale     | Finale |
|  |            |            |            |  |  |        |            |        |
|  | 2          | Schweden   | 3          |  |  |        |            |        |
|  | 3          | Schottland | 7          |  |  | 3      | Schottland | 6      |
|  |            |            |            |  |  | 1      | Norwegen   | 4      |

### Endstand
| Platz | Land           |
| ----- | -------------- |
| 1     | Schottland     |
| 2     | Norwegen       |
| 3     | Schweden       |
| 4     | Frankreich     |
| 5     | Schweiz        |
| 6     | Dänemark       |
| 7     | Italien        |
| 8     | BR Deutschland |
| 9     | Niederlande    |
| 10    | Luxemburg      |
| 11    | Wales          |
| 12    | England        |

## Turnier der Frauen

### Teilnehmer
| Dänemark                                                                                             | BR Deutschland                                                                           | England                                                                                          |
| --- | ---------------------------------------------------------------------------------------- | ------------------------------------------------------------------------------------------------ |
| Skip: Helena Blach Lavrsen Third: Marianne Qvist Second: Astrid Birnbaum Lead: Malene Krause         | Skip: Andrea Schöpp Third: Elinore Schöpp Second: Anneliese Diemer Lead: Monika Wagner   | Skip: Gwen French Third: Jean Picken Second: June Henry Lead: Lynda Clegg                        |
| Frankreich                                                                                           | Italien                                                                                  | Norwegen                                                                                         |
| Skip: Martine Drewnowski Third: Josiane Chambard Second: Martine Dromard Lead: Anne-Claude Wolfers   | Skip: Maria-Grazzia Lacedelli Third: Ann Lacedelli Second: Tea Valt Lead: Marina Pavani  | Skip: Ellen Githmark Third: Trine Trulsen Vågberg Second: Ingvill Githmark Lead: Kirsten Vaule   |
| Niederlande                                                                                          | Schweden                                                                                 | Schweiz                                                                                          |
| Skip: Laura Van Imhoff Third: Hermance van den Houten Second: Annemie de Jongh Lead: Hanneke Veening | Skip: Elisabeth Högström Third: Carina Olsson Second: Birgitta Sewik Lead: Karin Sjögren | Skip: Gaby Charrière Third: Jaqueline Landolt Second: Marianne Uhlmann Lead: Cécilie Blanvillian |
| Schottland                                                                                           | Wales                                                                                    |                                                                                                  |
| Skip: Betty Law Third: Bea Sinclair Second: Jane Sanderson Lead: Carol Hamilton                      | Skip: Jean King Third: Margaret Crawley Second: Heather Rees Lead: Doris Vickers         |                                                                                                  |

### Round Robin
| Draw | Begegnung                   | Resultat | Begegnung                 | Resultat | Begegnung                    | Resultat | Begegnung                | Resultat | Begegnung                   | Resultat |
| ---- | --------------------------- | -------- | ------------------------- | -------- | ---------------------------- | -------- | ------------------------ | -------- | --------------------------- | -------- |
| 1    | Schweden – Schottland       | 13-4     | Norwegen – England        | 11-5     | Niederlande – Dänemark       | 11-6     | BR Deutschland – Italien | 9-7      | Frankreich – Wales          | 9-7      |
| 2    | BR Deutschland – Schweiz    | 5-4      | Schweden – Niederlande    | 12-1     | Norwegen – Wales             | 17-4     | Dänemark – England       | 12-4     | Schottland – Italien        | 10-4     |
| 3    | BR Deutschland – Frankreich | 14-5     | Schottland – Schweiz      | 10-6     | Schweden – Italien           | 9-8      | Niederlande – England    | 9-5      | Dänemark – Wales            | 15-1     |
| 4    | Niederlande – Wales         | 13-2     | Norwegen – BR Deutschland | 9-7      | Schweiz – Italien            | 10-8     | Schweden – England       | 19-2     | Schottland – Frankreich     | 11-6     |
| 5    | Schweden – Schweiz          | 11-3     | Italien – Frankreich      | 9-3      | Schottland – Norwegen        | 8-6      | Wales – England          | 13-6     | BR Deutschland – Dänemark   | 12-3     |
| 6    | Schottland – Dänemark       | 14-1     | Schweden – Wales          | 14-3     | BR Deutschland – Niederlande | 13-3     | Schweiz – Frankreich     | 10-3     | Norwegen – Italien          | 10-8     |
| 7    | Dänemark – Italien          | 13-4     | Schottland – Niederlande  | 12-3     | Schweden – Frankreich        | 11-4     | Schweiz – Norwegen       | 6-5      | BR Deutschland – England    | 9-8      |
| 8    | Schottland – England        | 17-6     | Norwegen – Frankreich     | 13-2     | BR Deutschland – Wales       | 15-2     | Dänemark – Schweiz       | 9-7      | Italien – Holland           | 10-6     |
| 9    | Schottland – Wales          | 12-2     | Holland – Schweiz         | 10-6     | Italien – England            | 18-5     | Schweden – Norwegen      | 7-4      | Dänemark – Frankreich       | 8-7      |
| 10   | Italien – Wales             | 12-5     | Norwegen – Dänemark       | 11-1     | Frankreich – Niederlande     | 8-5      | Schweiz – England        | 15-4     | Schweden – BR Deutschland   | 15-3     |
| 11   | Dänemark – Schweden         | 8-7      | Schweiz – Wales           | 17-1     | Frankreich – England         | 8-7      | Norwegen – Niederlande   | 8-5      | BR Deutschland – Schottland | 8-6      |

| Schlüssel | Schlüssel |
| --------- | --------- |
|           | Play-off  |

| Platz | Team           | Spiele | Siege | Ndlg. |
| ----- | -------------- | ------ | ----- | ----- |
| 1.    | Schweden       | 10     | 9     | 1     |
| 2.    | BR Deutschland | 10     | 8     | 2     |
| 3.    | Schottland     | 10     | 8     | 2     |
| 4.    | Norwegen       | 10     | 7     | 3     |
| 5.    | Dänemark       | 10     | 6     | 4     |
| 6.    | Schweiz        | 10     | 5     | 5     |
| 7.    | Italien        | 10     | 4     | 6     |
| 8.    | Niederlande    | 10     | 4     | 6     |
| 9.    | Frankreich     | 10     | 3     | 7     |
| 10.   | Wales          | 10     | 1     | 9     |
| 11.   | England        | 10     | 0     | 10    |

### Play-off
|  | Halbfinale | Halbfinale     | Halbfinale |  |  | Finale | Finale   | Finale |
|  |            |                |            |  |  |        |          |        |
|  |            |                |            |  |  |        |          |        |
|  | 1          | Schweden       | 5          |  |  |        |          |        |
|  | 2          | BR Deutschland | 3          |  |  |        |          |        |
|  |            |                |            |  |  | 1      | Schweden | 10     |
|  |            |                |            |  |  | 4      | Norwegen | 9      |
|  | 4          | Norwegen       | 11         |  |  |        |          |        |
|  | 3          | Schottland     | 8          |  |  |        |          |        |
|  |            |                |            |  |  |        |          |        |

### Endstand
| Platz | Land           |
| ----- | -------------- |
| 1     | Schweiz        |
| 2     | Schweden       |
| 3     | Schottland     |
| 4     | Frankreich     |
| 5     | Italien        |
| 6     | BR Deutschland |
| 7     | Dänemark       |
| 8     | Norwegen       |
| 9     | England        |